# Vodice (Croacia)
Vodice es una ciudad de Croacia en el condado de Šibenik-Knin.

## Geografía
Se encuentra a una altitud de 8 m s. n. m. a 334 km de la capital nacional, Zagreb.

## Demografía
En el censo 2011 el total de población de la ciudad fue de 8 875 habitantes, distribuidos en las siguientes localidades:
- Čista Mala - 119
- Čista Velika - 472
- Gaćelezi - 216
- Grabovci - 87
- Prvić Luka - 164
- Prvić Šepurine - 239
- Srima - 823
- Vodice - 6 755

| Gráfica de población de Vodice 1857-2011                            |
|                                                                     |
| Según los censos de población de la oficina estadística de Croacia. |